# Alina Devecerski
 (septembre 2012).
Alina Natalie Devecerski est une chanteuse suédoise, née le 27 mars 1983 à Sundbyberg (banlieue nord de Stockholm).
Son agent est Anders Johansson et actuellement sous-contrat avec EMI Group.

## Carrière musicale
Elle commence son activité dans la musique à l'âge de 19 ans dans un girls band. Elle a également écrit plusieurs chansons pour d'autres artistes. En 2010 Alina commence sa carrière comme chanteuse en solo. Ses premières chansons Jag svär et ensuite Flytta på dej! atteignent la première place pendant plusieurs semaines dans le Sverigetopplistan ainsi que dans les classements norvégiens et danois.
Aujourd'hui elle est de plus en plus invitée à chanter lors de festivals en Suède. Plusieurs concerts sont également planifiés en Suède, Norvège et Danemark afin de promouvoir son album Maraton sorti en novembre 2012.

## Engagement humanitaire
En novembre 2012 elle est devenue ambassadrice de la campagne de sensibilisation Sisters for Education, organisée par l'Unesco dans le but d'améliorer l'éducation de base des filles sénégalaises. À propos de cet engagement, Alina explique : « Je suis très heureuse de faire partie de ce projet qui me donne la possibilité de contribuer à la sensibilisation à une question si importante. Je pense que nous devons nous rappeler que nous sommes tous pareils, peu importe où nous vivons ou où nous sommes nés, nous partageons les mêmes sentiments et les mêmes rêves. Aujourd'hui, la situation est telle que toutes les filles et les femmes n'ont pas les mêmes possibilités de prendre son avenir en main. Cela doit changer maintenant. ».